# شورش ۲۰۱۱ چازو
شورش چازو (۲۰۱۱) (چینی ساده: 潮州6·6事件) در سال 2011 و در شب جشنواره قایق اژدها اتفاق افتاد و در شهرهای گوانگ‌دونگ و چنزو و گوزیانگ (古巷镇) و چوزو گسترش یافت.

## پیش زمینه
در تاریخ اول ژوئن و به دلیل اختلاف در پرداخت دستمزد کارگران کارخانه سرامیک سازی بدین صورت اتفاق افتاد که یک زوج به همراه پسر خود که برای دریافت حقوق موقه خود به نزد رئیس کارخانه رفته بودند مورد ضرب وشتم مأموران رئیس کارخانه واقع شدند و پدر در صورت خود دچار زخم‌هایی گردید و پسر با ضربات چاقو آسیب دید.
رئیس کارخانه ملقب به سو بعداً به جرم خود اعتراف کرد و مشخص شد که مبلغ هشتصد هزار یوان به کارگران بدهکار است.

## شورش
در دوم جون تعدادی از شهروندان ایالت سیچوان برای یادبود آن حادثه گرد هم آمدند ولی جمعیت به هزاران نفر افزایش یافت.
در تاریخ ششم جون در حدود ۲۰۰ کارگر مهاجر در ایالت گوزیانگ و در ساعت 10 صبح گردهم آمدند و تظاهرات به شورش تبدیل شد و ۱۱ نفر در حین این شورش زخمی شدند و نه نفر بازدداشت شدند .
این شورش به اختلاف بین شهروندان سیچوان و چوزو تبدیل شد.